# Büyükçekmece Tepecikspor
Il Büyükçekmece Tepecikspor, noto fino al 2015 come Tepecik Belediyesi Spor Kulübü, è una società calcistica con sede ad Istanbul, in Turchia, che milita nella TFF 3. Lig, la quarta serie del campionato turco.
Fondato nel 1988 il club gioca le partite in casa allo Stadio Tepecik Belediye.
I colori sociali sono il bianco ed il verde.

## Palmarès

### Competizioni nazionali
- TFF 3. Lig: 2

2008-2009, 2010-2011

## Rosa
| N. |                    | Ruolo | Calciatore          |
| -- | ------------------ | ----- | ------------------- |
| 1  | Turchia (bandiera) | P     | Eray Çalışkan       |
| 2  | Turchia (bandiera) | D     | Türker Toptaş       |
| 3  | Turchia (bandiera) | D     | Serkan Acar         |
| 5  | Turchia (bandiera) | D     | Ali Aydın           |
| 6  | Turchia (bandiera) | C     | Deniz Durmuş        |
| 7  | Turchia (bandiera) |       | Selim Peker         |
| 8  | Turchia (bandiera) |       | Adem İnanç          |
| 10 | Turchia (bandiera) |       | Eser Şen            |
| 11 | Turchia (bandiera) |       | Yasin Şahan         |
| 14 | Turchia (bandiera) | C     | Mehmet Alaeddinoğlu |
| 18 | Turchia (bandiera) | D     | Gökhan Çalışal      |
| 19 | Turchia (bandiera) | D     | Semih Aslan         |
| 20 | Turchia (bandiera) | C     | Aydın Tabak         |
| 22 | Turchia (bandiera) | D     | Ufuk Çam            |

| N. |                    | Ruolo | Calciatore          |
| -- | ------------------ | ----- | ------------------- |
| 23 | Turchia (bandiera) |       | Caner Nurgör        |
| 25 | Turchia (bandiera) |       | Barbaros Canbey     |
| 27 | Turchia (bandiera) | C     | Ümit Atalay         |
| 33 | Turchia (bandiera) | A     | Birol Parlak        |
| 52 | Turchia (bandiera) | A     | Orhan Kalafat       |
| 55 | Turchia (bandiera) | C     | Kemal Özyurt        |
| 59 | Turchia (bandiera) |       | Recep Çelik         |
| 61 | Turchia (bandiera) |       | Mehmet Sağlam       |
| 70 | Turchia (bandiera) | C     | İdris Hacıfazlıoğlu |
| 78 | Turchia (bandiera) | C     | Serhat Gülşen       |
| 81 | Turchia (bandiera) | P     | Ramazan Aydın       |
| 90 | Turchia (bandiera) | D     | Evren Erdeniz       |
|    | Turchia (bandiera) | P     | Kerem Erdem         |